# Josip Sobin
Josip Sobin (ur. 31 sierpnia 1989 w Splicie) – chorwacki koszykarz, występujący na pozycji środkowego, obecnie zawodnik Anwilu Włocławek.
30 czerwca 2016 dołączył do Anwilu Włocławek.
19 września 2019 został zawodnikiem włoskiego Vanoli Cremona.
21 czerwca 2020 podpisał umowę z Arged BM Slam Stalą Ostrów Wielkopolski. 12 czerwca 2021 zawarł kontrakt z MKS-em Dąbrowa Górnicza. 29 lipca 2022 podpisał kolejną w karierze umowę z Anwilem Włocławek.
5 sierpnia 2023 podpisał umowę z Legią Warszawa.
Jego ojciec Goran Sobin był także koszykarzem. Wraz z Jugoplastiką Split sięgał dwukrotnie po Puchar Europy Mistrzów Krajowych (1989, 1990).

## Osiągnięcia
Stan na 18 lutego 2024, na podstawie, o ile nie zaznaczono inaczej.

### Drużynowe
- Mistrz:
  - FIBA Europe Cup (2023)[9][10]
  - Polski (2018[11], 2019[12], 2021[13])
- Wicemistrz:
  - FIBA Europe Cup (2021)[14]
  - Chorwacji (2008, 2015)
- Zdobywca:
  - Pucharu Polski (2024)[15]
  - Superpucharu Polski (2017)[16]
- Finalista:
  - Pucharu Polski (2017)[17]
  - Superpucharu Polski (2018)[18]

### Indywidualne
- MVP:
  - miesiąca Ligi Adriatyckiej (grudzień 2014)
  - kolejki Ligi Adriatyckiej (runda 8, 13, 15 – 2014/15)[19]
- Zaliczony do:
  - III składu EBL (2018 przez dziennikarzy)[20]
  - I składu kolejki EBL (19 – 2020/2021)[21]
- Uczestnik meczu gwiazd ligi chorwackiej (2014, 2015)
- Lider ligi chorwackiej w zbiórkach (2013)
- Członek Drużyny trzydziestolecia Anwilu Włocławek (2022)[22]

### Reprezentacja
- Uczestnik mistrzostw Europy U–16 (2005 – 8. m.)